# Accademia romena
L'Accademia romena (in romeno: Academia Română) è un'istituzione culturale fondata in Romania nel 1866, con sede a Bucarest, composta da 181 membri eletti a vita.

## Campi di interesse
L'Accademia rumena si interessa di argomenti scientifici, artistici e letterari. Secondo lo statuto, gli obiettivi principali dell'accademia sono lo studio della lingua, della letteratura e della storia romena, e l'attività di ricerca nei principali campi della scienza.
L'Accademia si articola nelle seguenti sezioni:
- Filologie și Literatură (Filologia e Letteratura)
- Istorice și Arheologie (Archeologia e Storia)
- Matematice (Matematica)
- Fizice (Fisica)
- Chimice (Chimica)
- Biologice (Biologia)
- Geonomice (Geografia e ambiente)
- Tehnice (Tecnica)
- Agricole și Silvice (Agricoltura e Scienze forestali)
- Medicale (Medicina)
- Economice, Juridice și Sociologie (Economia, Diritto e Sociologia)
- Filosofie, Teologie, Psihologie și Pedagogie (Filosofia, Teologia, Psicologia e Pedagogia)
- Arte, Arhitectură și Audiovizual (Arte, Architettura e audiovisivi)
- Tehnologia Informației (Tecnologia informatica)

## Storia

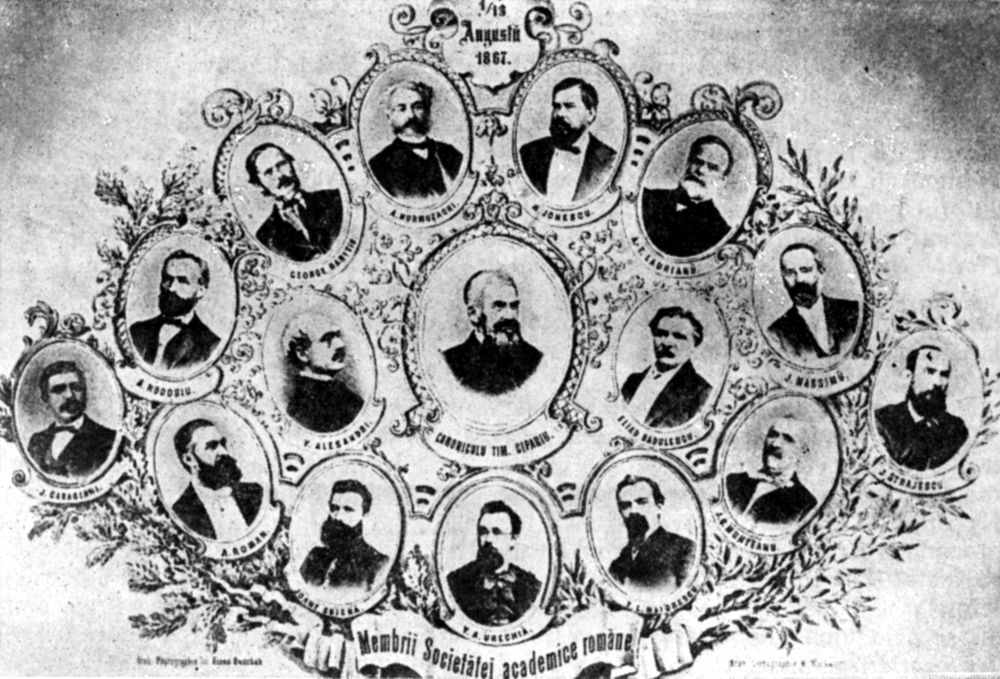
Membri della Societatea Academică Romînă (agosto 1867)

L'Accademia romena fu fondata il 1º aprile 1866, col nome di Societatea Literara Româna per iniziativa di Constantin Alexandru Rosetti. I membri fondatori furono Vasile Alecsandri, Vincențiu Babeș, George Bariț, Ioan D. Caragiani, Timotei Cipariu, Dimitrie Cozacovici, Ambrosiu Dimitrovici, Ştefan Gonata, Alexandru Hâjdeu, Ion Heliade Rădulescu (il primo presidente), Iosif Hodoșiu, Alexandru Hurmuzaki, Nicolae Ionescu, August Treboniu Laurian, Titu Maiorescu, I. C. Massim, Andrei Mocioni, Gavriil Munteanu, Costache Negruzzi, Alexandru Roman, Ion G. Sbiera, Constantin Stamati, Ioan Străjescu, e Vasile Urechea-Alexandrescu. Il nome fu cambiato una prima volta, nel 1867, in Societatea Academică Romînă, e finalmente, nel 1879, durante il regno del principe e (dal 1881) re Carlo I, in Academia Română.

## Presidenti dell'Accademia
- Ion Heliade Rădulescu (1867 - 1870)
- August Treboniu Laurian (1870 - 1872)
- Nicolae Crețulescu (1872 - 1873)
- August Treboniu Laurian (1873 - 1876)
- Ion Ghica (1876 - 1882)
- Dimitrie Alexandru Sturdza (1882 - 1884)
- Ion Ghica (1884 - 1887)
- Mihail Kogălniceanu (1887 - 1890)
- Ion Ghica (1890 - 1893)
- George Bariț (1893)
- Iacob Negruzzi (1893 - 1894)
- Ion Ghica (1894 - 1895)
- Nicolae Crețulescu (1895 - 1898)
- Petru Poni (1898 - 1901)
- Petre S. Aurelian (1901 - 1904)
- Ioan Kalinderu (1904 - 1907)
- Anghel Saligny (1907 - 1910)
- Iacob Negruzzi (1910 - 1913)
- Constantin I. Istrati (1913 - 1916)
- Petru Poni (1916 - 1920)
- Dimitrie Onciul (1920 - 1923)
- Iacob Negruzzi (1923 - 1926)
- Emil Racoviță (1926 - 1929)
- Ioan Bianu (1929 - 1932)
- Ludovic Mrazec (1932 - 1935)
- Alexandru Lăpedatu (1935 - 1938)
- Constantin Rădulescu-Motru (1938 - 1941)
- Ion Th. Simionescu (1941 - 1944)
- Dimitrie Gusti (1944 - 1946)
- Andrei Rădulescu (1946 - 1948)
- Traian Săvulescu (1948 - 1959)
- Athanase Joja (1959 - 1963)
- Ilie G. Murgulescu (1963 - 1966)
- Miron Nicolescu (1966 - 1975)
- Theodor Burghele (1976 - 1977)
- Gheorghe Mihoc (1980 - 1981)
- Radu Voinea (1984 - 1990)
- Mihai Corneliu Drăgănescu (1990 - 1994)
- Virgiliu Niculae Constantinescu (1994 - 1998)
- Ioan Eugen Simion (1998 - 2006)
- Ionel Haiduc (2006 - 2014)
- Ionel Valentin Vlad (2014 - 2017)
- Ioan-Aurel Pop, dal 2018

## Progetti
Alcuni fra i più importanti progetti dell'accademia romena sono:
- Dicționarul explicativ al limbii române (Dizionario della lingua rumena)
- Dicționarul ortografic, ortoepic și morfologic al limbii române (Dizionario ortografico, ortoepico e morfologico della lingua rumena)
- Dicționarul general al literaturii române (Dizionario generale della letteratura rumena)
- Tratatul de istoria românilor (Trattato sulla storia del popolo rumeno)